# Magdalena Grubić
Magdalena Grubić, (25. lipnja 1997. - ), hrvatska taekwondoašica. Članica je Taekwondo kluba Karlovac.
Srebrna na 20. otvorenom prvenstvu Hrvatske 2014. godine. U završnici je izgubila od hrvatske prvakinje.